# William Lonsdale
William Lonsdale (Bath, 9 de setembro de 1794 — Bristol, 11 de novembro de 1871) foi um geólogo e paleontólogo britânico.
Foi laureado com  a medalha Wollaston de 1846, concedida pela Sociedade Geológica de Londres.